# American International Building
American International Building er en 290 meter høj skyskraber på Lower Manhattan i New York. Den stod færdig i 1932, og var dengang New Yorks tredje højeste bygning efter Empire State Building og Chrysler Building, en status den igen fik efter at tvillingtårnene i World Trade Center blev ødelagt under 9/11 i 2001. American International har på toppen et karakteristisk spir, typisk dengang den blev bygget.
40°42′23″N 74°00′27″V / 40.7064°N 74.0075°V